# Río Mātukituki
El río Mātukituki es un río corto trenzado en los Alpes del Sur de la Isla Sur de Nueva Zelanda Tanto su rama occidental como su rama oriental nacen en las cordilleras de la División Principal, cerca del monte Aspiring/Tititea. Sus aguas, en gran parte alimentadas por glaciares, fluyen cada una de ellas a lo largo de unos 20 kilómetros antes de unirse cerca de Camerons Flat. Después de esta confluencia, el río Mātukituki abandona los límites del parque nacional del Monte Aspiring y continúa durante otros 30 kilómetros para desembocar en el lago Wānaka, en el extremo suroeste del lago..
Seis glaciares alimentan los arroyos tributarios del río Mātukituki, siendo los más grandes el glaciar Upper Volta, el glaciar Rob Roy, el glaciar Maud Francis y el glaciar Avalanche.
A partir de Camerons Flat, el río se va trenzando cada vez más hasta pasar por un estrecho desfiladero y por debajo del puente de West Wanaka, justo antes del lago Wānaka.

## Flora y fauna
Actualmente, el haya es el bosque dominante en el valle de Mātukituki. El haya roja prefiere los lugares más cálidos del valle y es común justo debajo del monte Aspiring. El haya plateada crece cada vez más hacia el extremo occidental del valle, más húmedo, mientras que el haya de montaña domina el extremo oriental, más seco. El sotobosque de los bosques típicamente abiertos alberga una gran variedad de helechos y musgos. Por encima de la línea de árboles, a unos 1.100 metros, los matorrales subalpinos achaparrados dan paso a praderas alpinas.
Las aves que se alimentan de insectos como  elpiwakawaka, el tomtit y el acantisita verdoso prosperan en el bosque de hayas, mientras que el kākāriki que se alimenta de semillas prefiere específicamente las áreas de haya roja. Los chorlitos del paraíso prosperan en las llanuras del río y, en verano, el chorlito aliblanco y los ostreros son una vista común en las tierras de cultivo y a lo largo del camino desde Wanaka. El valle también es hogar del kea, whio, petirrojo de la Isla Sur, reyezuelo, murciélago de cola larga de la Isla Sur y varias especies de lagartos.

## Turismo
El valle del río Mātukituki alberga una estación de esquí (Treble Cone), un operador de lanchas neumáticas (River Journeys) y numerosas rutas de senderismo que dan acceso a lugares emblemáticos como el glaciar Rob Roy y el Dart Saddle. La carretera no asfaltada Wanaka - Mount Aspiring sigue la verdadera derecha del río durante la mayor parte de su curso, pasando por la confluencia del brazo este y el brazo oeste, y a medio camino del brazo oeste hasta un aparcamiento del Departamento de Conservación de Nueva Zelanda en el refugio de Raspberry Creek.
La excursión a pie más popular en la zona es la del glaciar Rob Roy, que sube por un valle lateral hasta un mirador bajo el glaciar Rob Roy. El sendero cruza el río Mātukituki West Branch por un puente de suspensión simple.